# Agentschap Wegen en Verkeer

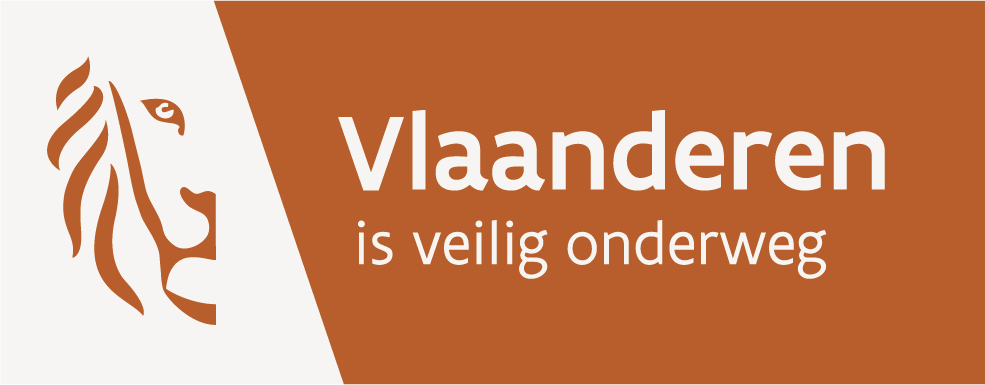

Het Agentschap Wegen en Verkeer (AWV) is een intern verzelfstandigd agentschap van de Vlaamse overheid met als taak het beheer en onderhoud van de gewestwegen in het Vlaams Gewest. In België zijn de drie gewesten (Brussel, Vlaanderen, Wallonië) hiervoor bevoegd.

## Situering

### Ontstaan
Het agentschap werd opgericht in 2006 als Agentschap Infrastructuur en werd in 2007 hernoemd naar de huidige benaming. Voor de hervorming van 2006 was de bevoegde overheid de administratie Wegen en Verkeer van het Ministerie van de Vlaamse Gemeenschap.
Het staat onder het Vlaams ministerie van Mobiliteit en Openbare Werken waarmee het, in tegenstelling tot de extern verzelfstandigde agentschappen zoals bijvoorbeeld De Lijn, geen beheersovereenkomsten moet afsluiten. De minister van Openbare Werken is sinds 2024 Annick De Ridder.

### Organisatie

AWV heeft een afdeling per provincie van het Vlaams Gewest

#### Territoriale afdelingen
Het Agentschap heeft 5 zogenaamde territoriale afdelingen, in elke provincie. 
- Wegen en Verkeer Antwerpen (gevestigd in het Anna Bijnsgebouw te Antwerpen)
- Wegen en Verkeer Vlaams-Brabant (gevestigd in het Dirk Boutsgebouw te Leuven)
- Wegen en Verkeer Limburg (gevestigd in het Hendrik van Veldekegebouw te Hasselt)
- Wegen en Verkeer Oost-Vlaanderen (gevestigd in het Virginie Lovelinggebouw te Gent)
- Wegen en Verkeer West-Vlaanderen (gevestigd in het Jacob van Maerlantgebouw te Brugge)

Ze hebben de verantwoordelijkheid voor het ontwerp, de aanleg en de verbetering van het wegennet. Ze beheren de infrastructuur en zijn het eerste contactpunt voor lokale besturen.

#### Centrale afdelingen
Daarnaast zijn er centrale afdelingen: de afdeling Strategie en Beleid, de afdeling ICT & Innovatie, de afdeling Expertisecentrum, de afdeling Assetinformatie en Inspecties Weginfrastructuur, de afdeling Centrale Dienstverlening en het Vlaams Verkeerscentrum in Antwerpen.

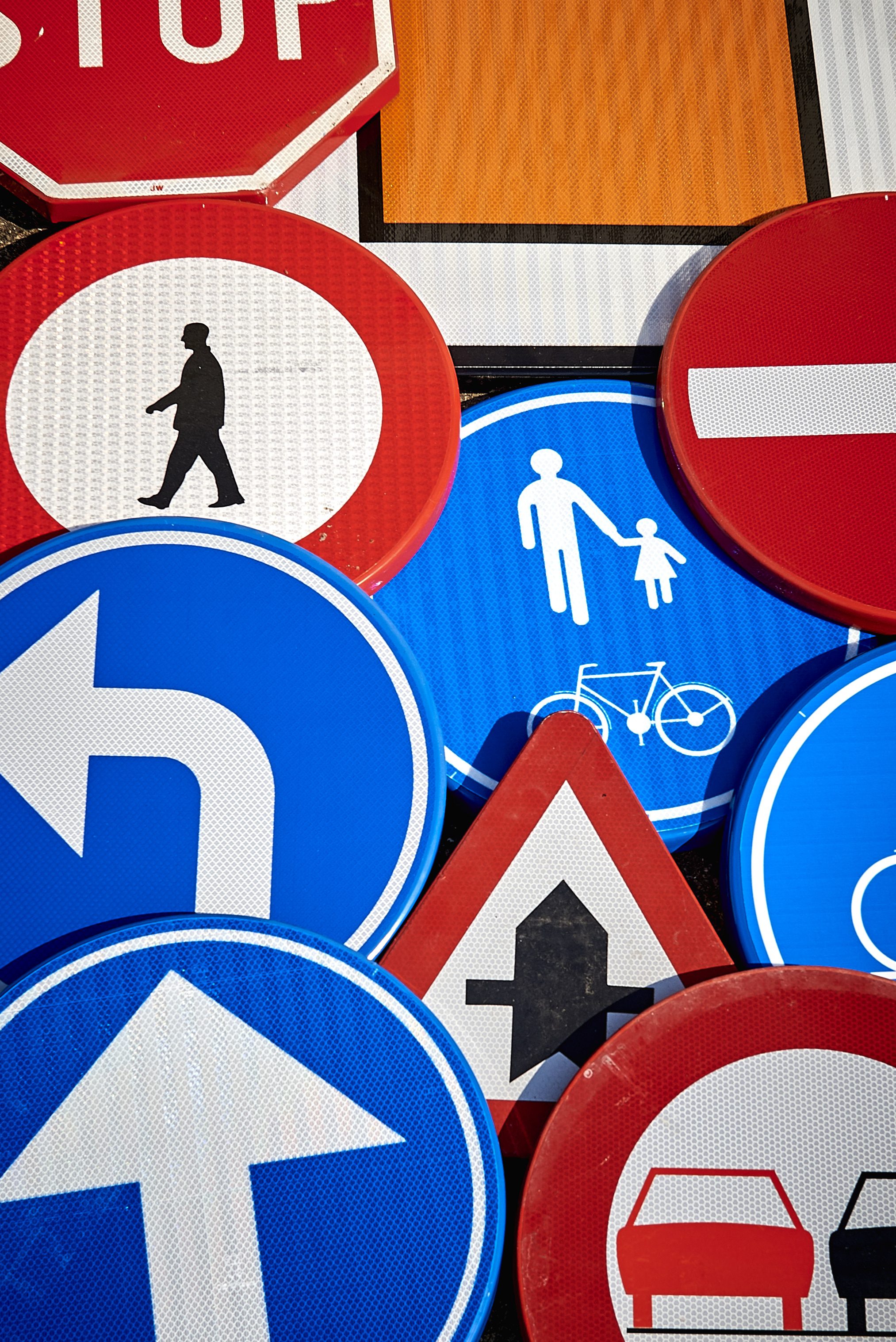
Verkeersborden klaar voor gebruik

## Wegbeheer
Het Agentschap Wegen en Verkeer is wegbeheerder van de snelwegen en gewestwegen in Vlaanderen (7000 km). Ook de 7700 km aan fietspaden maken deel uit van hun patrimonium.

### Snelwegen
Volgende snelwegen vallen - gedeeltelijk - onder beheer van het Agentschap Wegen en Verkeer. De E-nummers staan voor Europese weg, de A-nummers zijn de oudere "administratieve" nationale nummers.
- E17 of A14
- E19 of R0, R1, A1
- E25 of A25
- E313 of A13
- E314 = A2
- E34 of N49, A11, R1, A13, A21
- E40 of A18, A10, R0, A3
- E403 of A17, N31
- E411 of A4
- E429 of A8

### Gewestwegen
De gewestwegen zijn de grote verbindingsassen tussen steden en gemeentes.

### Fietspaden
7700 km aan fietspaden vallen onder het beheer van het Agentschap Wegen en Verkeer. Het Agentschap beschrijft 3 types fietspaden:
- vrijliggend: gescheiden van de rijbaan door een veiligheidsstrook of fysieke scheiding
- aanliggend verhoogd: gescheiden van de rijbaan door een niveauverschil
- aanliggend: zonder niveauverschil, directe aansluiting op de rijbaan